# Caesalpinia mimosifolia
Caesalpinia mimosifolia är en ärtväxtart som beskrevs av August Heinrich Rudolf Grisebach. Caesalpinia mimosifolia ingår i släktet Caesalpinia och familjen ärtväxter. Inga underarter finns listade i Catalogue of Life.